# Pooja Chopra
Pooja Chopra (Calcutta, 3 maggio 1985) è una modella indiana, incoronata Femina Miss India World 2009 il 5 aprile 2009.
In precedenza la modella aveva vinto alcuni titoli locali come Miss Perfect 10, Miss Catwalk e Nakshatra Miss Sparkling Beauty ed aveva già fatto alcune sfilate per Gitanjali, D'Damas, Manish Malhotra, Vikram Phadnis, Wendell Rodricks, Mihika Mirpuri e Roberto Cavalli.
Ha in seguito rappresentato l'India a Miss Mondo 2009 il 12 dicembre dello stesso anno, classificandosi fra le prime sedici finaliste e vincendo il titolo di Beauty With A Purpose, nonostante si fosse slogata una caviglia proprio la sera prima dell'evento.